# Нидерланды на зимних Олимпийских играх 1972
Нидерланды принимали участие в Зимних Олимпийских играх 1972 года в Саппоро (Япония) в девятый раз за свою историю и завоевали три серебряные, четыре золотые и две бронзовые медали. Сборную страны представляли 5 мужчин и 6 женщин.
| Нидерланды на олимпиаде 1972 года в Саппоро | Нидерланды на олимпиаде 1972 года в Саппоро | Нидерланды на олимпиаде 1972 года в Саппоро | Нидерланды на олимпиаде 1972 года в Саппоро | Нидерланды на олимпиаде 1972 года в Саппоро |
| Медали                                      | Спортсмены                                  | Вид спорта                                  | Дисциплина                                  | Результат                                   |
| ------------------------------------------- | ------------------------------------------- | ------------------------------------------- | ------------------------------------------- | ------------------------------------------- |
| Золото                                      | Стиен Баас-Кайзер                           | Конькобежный спорт                          | 3 000 метров, женщины                       | 4.52,14                                     |
| Золото                                      | Адрианус Схенк                              | Конькобежный спорт                          | 1 500 метров, мужчины                       | 2.02,96                                     |
| Золото                                      | Адрианус Схенк                              | Конькобежный спорт                          | 5 000 метров, мужчины                       | 7.23,61                                     |
| Золото                                      | Адрианус Схенк                              | Конькобежный спорт                          | 10 000 метров, мужчины                      | 15.01,35                                    |
| Серебро                                     | Стиен Баас-Кайзер                           | Конькобежный спорт                          | 1 500 метров, женщины                       | 2.21,05                                     |
| Серебро                                     | Атье Кёлен-Дилстра                          | Конькобежный спорт                          | 1 000 метров, женщины                       | 1.31,61                                     |
| Серебро                                     | Корнелис Веркерк                            | Конькобежный спорт                          | 10 000 метров, мужчины                      | 15.04,70                                    |
| Бронза                                      | Атье Кёлен-Дилстра                          | Конькобежный спорт                          | 1 500 метров, женщины                       | 2.22,05                                     |
| Бронза                                      | Атье Кёлен-Дилстра                          | Конькобежный спорт                          | 3 000 метров, женщины                       | 4.59,91                                     |